# انسان و سفر
انسان و سفر (به انگلیسی: The Man and The Journey) نام مجموعه آهنگ‌هایی بود که گروه موسیقی پینک فلوید در جریان تورهای ۱۹۶۹ خود در دو بخش، با نام‌های The Man و The Journey اجرا می‌کرد.
آهنگ‌هایی که اجرا می‌شدند شامل برخی کارهای اولشان و برخی کارهایی که در دو آلبوم اوماگوما و موسیقی متن فیلم بیشتر قرار گرفتند می‌باشد،همچنین یک سری کارهای منتشرنشده.
انسان و سفر اولین بار در رویال آلبرت هال لندن برگزار شد.

## نمونه آهنگ‌های یک اجرا
بخش ۱ - انسان
1. «Daybreak, Pt 1» ،(همان آهنگ علفزارهای گرانچستر - از اوماگوما)
2. Work» - (منتشرنشده)
3. «Teatime» - (منتشرنشده)
4. «Afternoon» ،(همان آهنگ «سپری شدن زمان من» - از یادگاره‌ها)
5. «Doing It» ،(همان آهنگ «باغ مهمانی وزیر بزرگ» - از اوماگوما)
6. «Sleep» ،(همان آهنگ «Quicksilver» - از موسیقی متن فیلم بیشتر)
7. «Nightmare» ،(همان آهنگ «سیمبلاین» - از موسیقی متن فیلم بیشتر)
8. «Daybreak, Pt. II» ،(همان آهنگ «علفزارهای گرانچستر» - از اوماگوما)

بخش دو - سفر
1. The Beginning»، (همان آهنگ «سبز است رنگ» - از موسیقی متن فیلم بیشتر)
2. «Beset By Creatures of the Deep» ،(همان آهنگ «مراقب تبر باش، یوجین» - تک‌آهنگ (فاقد آلبوم)
3. «The Narrow Way» ،(همان آهنگ «جاده باریک» - از اوماگوما)
4. «The Pink Jungle» ،(همان آهنگ «پاو آر. تاک اچ.» - از نی‌زن بر دروازه‌های سپیده‌دم)
5. «The Labyrinths of Auximines» ،(بخش‌هایی از آهنگ «اوردرایو میان‌ستاره‌ای» - از نی‌زن بر دروازه‌های سپیده‌دم)
6. «Behold the Temple of Light» ،(قطعه آهنگی از آلبوم اوماگوما)
7. «The End of the Beginning» ، (بخش آخر از آهنگ «یک نعلبکی رمز و راز» - از یک نعلبکی رمز و راز)

- یادآوری:این تنها یک نمونه لیست است که برای اجرای آمستردام (۱۹۶۹) در نظر گرفته شده است.

## منبع
مشارکت‌کنندگان ویکی‌پدیا. «The Man and the Journey». در دانشنامهٔ ویکی‌پدیای انگلیسی، بازبینی‌شده در ۱۳ سپتامبر ۲۰۱۲.